# 谢玉堂
谢玉堂（1946年—），男，汉族，山东栖霞人，中华人民共和国政治人物，毕业于山东青年政治学院1964级第27期，曾任中共济南市委书记、市长，山东省人民政府副省长，山东省政协副主席，第八、九届全国人大代表。

## 争议
濟南老火車站在其任內被拆除，其給出的理由是：“它是殖民主义的象征，看到它就想起中国人民受欺压的岁月”以及“那钟楼的绿顶子（穹隆顶）像是希特勒军队的钢盔，有什么好看的”。